# Katharina Blum
Katharina Blum (* 1966 in Köln) ist eine deutsche Filmjournalistin, Autorin und arbeitet in der Film- und Medienbranche. 

## Leben
Katharina Blum wurde als Tochter der Filmjournalisten und Autoren Sigrid Blum-Schmitt und Heiko R. Blum geboren.
Sie studierte Geschichte und Französisch an der Universität zu Köln. Sie lebte zwei Jahre in Frankreich und war nach ihrem Studium als Filmjournalistin für verschiedene Zeitungen und Radiosender tätig. Parallel entstanden erste Sachbücher, wobei ihr Hauptaugenmerk auf dem deutschen Film lag.
Gemeinsam mit ihrem Vater veröffentlichte sie das Buch Gesichter des neuen deutschen Films. Sie unterstützte ihren Vater auch bei der Veröffentlichung des Sachbuchs Meine zweite Heimat Hollywood. Deutschsprachige Filmkünstler in den USA.
Daneben arbeitete Katharina Blum für Filmproduktionsfirmen, unter anderem als Aufnahmeleiterin. Später war Blum im Bereich der Konzeption und Organisation für verschiedene Filmveranstaltungen tätig. In den Jahren 2001 bis 2005 war sie persönliche Referentin von Michael Schmid-Ospach, Geschäftsführer der Filmstiftung NRW. Danach übernahm sie innerhalb der Filmstiftung die Leitung für Kongresse und internationale Kontakte. Seit 2010 verantwortet sie den Bereich Kongresse und Veranstaltungen und kümmert sich um filmkulturelle Fragen.
Bei der Film- und Medienstiftung NRW übernahm Katharina Blum gemeinsam mit Sven von Reden die Redaktion für die Filmgeschichte NRW sowie die Kinogeschichte NRW.

## Schriften
- Juliette Binoche: die unnahbare Schöne. Heyne, München 1995, Heyne Filmbibliothek Nr. 215, ISBN 3-453-08129-3.
- Til Schweiger. Heyne, München 1997, ISBN 3-453-13402-8.
- Katja Riemann – Mit Charme und Power. Heyne, München 1998, ISBN 3-453-14056-7.
- mit Heiko R. Blum und Sigrid Schmitt: Gesichter des neuen deutschen Films. Parthas, Berlin 1997 (1999 als Heyne-Filmbibliothek Nr. 265, München; ISBN 3-453-14577-1).
- mit Heiko R. Blum und Sigrid Schmitt: Meine zweite Heimat Hollywood. Deutschsprachige Filmkünstler in den USA. Henschelverlag, Berlin 2001, ISBN 3-89487-401-5.